# José Antonio Nieves Conde
José Antonio Nieves Conde (Segovia, 22 de diciembre de 1911 - Madrid, 14 de septiembre de 2006) fue un cineasta y periodista español, director de largometrajes como Surcos, Angustia y Balarrasa.

## Biografía
Hijo de una familia numerosa, de padre militar, fue muy aficionado al cine desde niño. Su profesor de gramática y lengua francesa de secundaria fue Antonio Machado, aunque, años más tarde, congeniaría más con su hermano Manuel.
Terminado el Bachiller Superior en Segovia, comenzó la carrera de Derecho en Madrid, afiliándose a Falange Española en 1933, cuyo ideario social marcaría profundamente sus obras cinematográficas. Al estallar la Guerra Civil, marchó al frente como voluntario falangista en el bando sublevado en el que alcanzó el grado de alférez provisional de infantería, por lo que no llegó a terminar los estudios universitarios. Se opuso a la unificación de la Falange y el Requeté decretada por Franco, y se alineó con el bando falangista de los "hedillistas" (partidarios de Manuel Hedilla, el sucesor de José Antonio Primo de Rivera al frente de la Falange que se opuso a la unificación decretada por Franco).
Al terminar la guerra volvió a Segovia donde trabajó en prensa y radio hasta que regresó a Madrid para convertirse en crítico de cine del diario Pueblo. Entre 1939 y 1942 fue redactor de la revista de cine Primer Plano como responsable de la sección Fuera de cuadro. A partir de 1942 abandonó Primer Plano y Pueblo —al parecer por desavenencias con la dirección— y se dedicó profesionalmente al cine.
Debutó profesionalmente en el cine en 1942, año en el que escribió el guion de Vidas cruzadas, adaptación de una obra de Benavente que dirigiría Luis Marquina. Amigo de Carlos Fernández-Cuenca, Luis Gómez Mesa y Rafael Gil, ejerció por primera vez de ayudante de dirección de este último en 1943 en Huella de luz y Eloísa está debajo de un almendro. Tras curtirse en otras dos obras suyas, El clavo (1944) y El fantasma y doña Juanita (1945), Nieves Conde debutó como director en 1946 con Senda ignorada, una historia de gánsteres ambientada en Estados Unidos.

## Obra cinematográfica
Tras su primera película, siguieron Angustia, también policíaca y declarada de "interés nacional", con Rafael Bardem y Julia Caba Alba en 1947 y Llegada de noche, con guion de Carlos Blanco en 1949.
En 1950 dirigió Balarrasa con guion de Vicente Escrivá y con actores como Fernando Fernán Gómez, María Rosa Salgado, Maruchi Fresno, Luis Prendes y José Bódalo, también catalogada de interés nacional y que supuso su primer gran éxito popular y económico. También en 1950 codirigió junto a Julien Duvivier Jack el negro.
Llegó a la cumbre de su carrera como cineasta en 1951 con Surcos. Esta película, de una marcada inspiración social de orientación falangista, con guion de Natividad Zaro y Gonzalo Torrente Ballester a partir de un argumento de Eugenio Montes y con Luis Peña y María Asquerino como protagonistas, está considerada como una de las grandes películas del cine español. Surcos causó polémica en su momento y fue atacada por la Iglesia al tratar temas tabú de la época como la miseria, el estraperlo y el éxodo rural, por lo que tuvo que cambiar el final antes del estreno. Además, a pesar de ganar el segundo Premio Nacional del Sindicato del Espectáculo y el primer premio del Círculo de Escritores Cinematográficos, no alcanzó el éxito comercial que merecía.
Dirigió también Rebeldía (1954); Los peces rojos, con guion de Carlos Blanco (1954), de la que Antonio Giménez-Rico realizó un remake, Hotel Danubio en 2003; La legión del silencio (1955), codirigida con José María Forqué; Entre hoy y la eternidad (1956), con Arthur M. Rabenalt y Todos somos necesarios (1956).
En 1957, El inquilino, con un reparto en el que figuraban Manuel Alexandre, Antonio Ozores y Fernando Fernán Gómez, chocó con la censura que primero la prohibió y más tarde la autorizó con importantes cortes y gran número de cambios. A partir de entonces pasó de ser el director oficial a ser considerado un realizador difícil.
La década de los 1960 fue fructífera en películas que no alcanzaron la repercusión de las anteriores, como Don Lucio y el hermano Pío (1960); Prohibido enamorarse (1961); El diablo también llora (1963); El sonido de la muerte (1965); Cotolay (1966); Marta (1971); Historia de una traición (1971) y Las señoritas de mala compañía (1973). También realizó algunas películas de cierto contenido erótico como La revolución matrimonial (1974); Volvoreta (1976) y Más allá del deseo (1976), con la que finaliza su carrera cinematográfica.

## Filmografía
| - Senda ignorada (1946) - Angustia (1947) - Llegada de noche (1949) - Balarrasa (1951) - Surcos (1951) - El cerco del diablo (1952) - Rebeldía (1954) - Los peces rojos (1955) - La legión del silencio (1956) - Todos somos necesarios (1956) - El inquilino (1957) - Don Lucio y el hermano Pío (1960) | - Prohibido enamorarse (1961) - Por tierras de las Siete Villas (1963) - El sonido de la muerte (1964) - El diablo también llora (1965) - Cotolay (1965) - Historia de una traición (1971) - Marta (1971) - Las señoritas de mala compañía (1973) - La revolución matrimonial (1974) - Casa Manchada (1975) - Volvoreta (1976) - Más allá del deseo (1976) |

## Premios y reconocimientos
Premios del Sindicato Nacional del Espectáculo
| Año  | Categoría      | Película               | Resultado |
| ---- | -------------- | ---------------------- | --------- |
| 1956 | Mejor director | Todos somos necesarios | Ganador   |

Medallas del Círculo de Escritores Cinematográficos
| Año  | Categoría      | Película                | Resultado |
| ---- | -------------- | ----------------------- | --------- |
| 1951 | Mejor director | Surcos Balarrasa        | Ganador   |
| 1963 | Mejor director | El diablo también llora | Ganador   |

Festival Internacional de Cine de San Sebastián
| Año  | Categoría                           | Película               | Resultado |
| ---- | ----------------------------------- | ---------------------- | --------- |
| 1956 | Mejor director en película española | Todos somos necesarios | Ganador   |
| 1956 | Mejor guion en película española    | Todos somos necesarios | Ganador   |

El 1 de marzo de 1990 la Asamblea de Directores y Realizadores Cinematográficos y Audiovisuales de España, ADIRCAE, le concedió un premio especial como homenaje por toda su trayectoria profesional, en la que se destacaba su intento de introducir el discurso neorrealista en el cine español.
La Seminci de Valladolid dedicó en octubre de 1995 un ciclo monográfico a su trayectoria profesional con la proyección de toda su filmografía y le entregó una Espiga de Oro especial.
En octubre de 1996, este mismo certamen castellano incluyó su película Surcos en el ciclo Cien años del cine en España y además recibió en Zaragoza una de las medallas de oro del Centenario del cine en España, que le concedió la Academia de las Artes y las Ciencias Cinematográficas.